# 711 Marmulla
A 711 Marmulla (ideiglenes jelöléssel 1911 LN) a Naprendszer kisbolygóövében található aszteroida. Johann Palisa fedezte fel 1911. március 1-jén.